# David Pawson
David Pawson (ur. 25 lutego 1930 w Newcastle upon Tyne w hrabstwie Tyne and Wear, zm. 21 maja 2020) – brytyjski kaznodzieja, znawca Biblii, ewangelista, teolog, pastor, apologeta, egzegeta biblijny oraz były kapelan. Jest autorem ponad trzydziestu książek.

## Życiorys
Jak sam o sobie pisze wszyscy bezpośredni jego przodkowie byli rolnikami.
Jego ojciec, H. Cecil Pawson, był szefem wydziału rolnictwa w Durham University, a także wiceprzewodniczącym konferencji metodystów. Począwszy od dziecięcych lat spędzonych w północnej Anglii chciał zostać rolnikiem, toteż podjął studia i uzyskał tytuł licencjata na kierunku Rolnictwa w Durham University. Kiedy poczuł, że Bóg powołuje go do pełnoetatowej posługi chrześcijańskiej rozpoczął studia magisterskie na wydziale teologii w Wesley House, Cambridge University. Był kapelanem w Królewskich Siłach Wojsk Lotniczych (RAF) na Bliskim Wschodzie służąc w Adenie i ewangelistą wśród górników w Północnej Anglii.
Po opuszczeniu RAFu pełnił funkcję duchownego w kościele metodystycznym, ale stopniowo zmieniał poglądy na temat chrztu niemowląt. W końcu został postawiony przed komisją doktrynalną i tam ogłosił, że dobrowolnie opuści Kościół Metodystów. Niedługo po tym wydarzeniu przyjął zaproszenie do zostania pastorem kościoła Baptystów w Gold Hill Baptist Church w hrabstwie Buckinghamshire w środkowej Anglii. W 1968 został pastorem i wykładał Biblię w Millmead Centre w Guildford, który w czasie jego posługi stał się jednym z największych kościołów baptystycznych w Wielkiej Brytanii. W 1979 opuścił Millmead i od tamtej pory zajmował się nauczaniem biblijnym, jeżdżąc po całym świecie.
David i jego żona Enid mają troje dorosłych dzieci.

### Książki
- Christianity Explained, 2006, David Pawson, Terra Nova Publications, ISBN 1-901949-46-X
- Explaining Water Baptism, 2000, David Pawson, Sovereign World Ltd, ISBN 1-85240-083-8
- Explaining the Baptism with the Holy Spirit, 2004, David Pawson, Joyce Huggett, Sovereign World, ISBN 1-85240-383-7
- Explaining the Resurrection, 2000, David Pawson, Sovereign World, Ltd, ISBN 1-85240-089-7
- Explaining the Second Coming, 2000, David Pawson, Renew, ISBN 1-85240-118-4
- Hope for the Millennium, 1999, David Pawson, Hodder & Stoughton, ISBN 0-340-73559-7
- Head in the Clouds, 1999, David Pawson, Hodder & Stoughton Religious, ISBN 0-340-60812-9
- Is John 3:16 the Gospel?, 2007, David Pawson, Terra Nova Publications International Ltd, ISBN 1-901949-55-9
- Infant Baptism Under Cross-examination, 1976, David Pawson, Colin Buchanan, Grove Books Ltd, ISBN 0-901710-89-X
- Is the Blessing Biblical?, 1996, David Pawson, Hodder & Stoughton, ISBN 0-340-66147-X
- Jesus Baptises in One Holy Spirit: When?, How?, Why?, Who?, 1997, David Pawson, Hodder&Stoughton Religious, ISBN 0-340-69398-3
- Jesus Baptises In One Holy Spirit, 2006, David Pawson, Terra Nova Publications, ISBN 1-901949-44-3
- Leadership Is Male, 1990, David Pawson, Thomas Nelson Inc, ISBN 0-8407-9023-6
- Loose Leaves From My Bible, 1994, David Pawson, North Bank Graphics, ISBN 0-9522985-0-3
- Not as Bad as the Truth: Memoirs of an Unorthodox Evangelical, 2006, David Pawson, Hodder Headline, ISBN 0-340-86427-3
- Once Saved, Always Saved?: A Study in Perseverance and Inheritance, David Pawson, Roger Forster, Hodder Headline, 1996, ISBN 0-340-61066-2
- Tell me the truth!, 1977, David Pawson, Harold Shaw, ISBN 0-87788-837-X
- The Road to Hell: Everlasting Torment or Annihilation? 1996, David Pawson, Hodder Headline 1996 and Terra Nova Publications International Ltd 2007, ISBN 0-340-53964-X
- The Normal Christian Birth: How to Give New Believers a Proper Start in Life, David Pawson, Hodder & Stoughton 1989 and Hodder Headline 1991, ISBN 0-340-48972-3
- The Challenge of Islam to Christians, 2003, David Pawson, Hodder Headline, ISBN 0-340-86189-4
- Unlocking the Bible Omnibus: A Unique Overview of the Whole Bible, 2003, David Pawson, HarperCollins UK, ISBN 0-00-716666-4
- When Jesus Returns, 1995, David Pawson, Hodder & Stoughton Religious, ISBN 0-340-61211-8
- Word And Spirit Together, 2007, David Pawson, Terra Nova Publications, ISBN 1-901949-53-2
- Where is Jesus now?, 2001, David Pawson, Kingsway Publications, ISBN 0-85476-930-7
- Why Does God Allow Natural Disasters?, 2007, David Pawson, Terra Nova Publications, 2007, ISBN 1-901949-56-7
- Defending Christian Zionism, 2008, David Pawson, Terra Nova Publications, 2008, ISBN 978-1-901949-62-9
- Practising the Principles of Prayer, 2008, David Pawson, Terra Nova Publications, ISBN 978-1-901949-58-2
- Living in Hope, 2008, David Pawson, Terra Nova Publications, ISBN 978-1-901949-60-5
- The God and the Gospel of Righteousness, 2008, David Pawson, Terra Nova Publications, ISBN 978-1-901949-59-9
- Come with me through Revelation, 2008, David Pawson, Terra Nova Publications, ISBN 978-1-901949-61-2
- Israel in the New Testament, 2009, David Pawson, Terra Nova Publications, ISBN 978-1-901949-64-3
- Come with me through Mark, 2009, David Pawson, Terra Nova Publications, ISBN 978-1-901949-66-7